# Święta Waldetruda
Waldetruda z Mons (ur. ok. 612 w Cousolre, zm. 9 kwietnia ok. 688 w Mons) – starsza siostra św. Adelgundy, ksieni, święta Kościoła katolickiego.
Waldetruda była córką Walberta i Bertylli. Jej ojciec był dworzaninem króla Chlotara II. Oboje cieszyli się lokalnym kultem. Poślubiła św. Wincentego Madelgaira i miała z nim czworo dzieci, dwie córki: św. Adeltrudę i św. Madelbertę oraz dwóch synów: św. Landeryka i św. Dentelina (zmarł młodo). Gdy jej mąż wstąpił do klasztoru w Hautmont, Waldetruda przyjęła welon zakonny z rąk biskupa Cambrai św. Autberta. Następnie za radą św. Gislena założyła klasztor Castricolus w Mons, którego była ksienią aż do śmierci. Jej żywot został napisany w IX wieku.
Kult zatwierdzono w 1679.
Jest patronką miasta Mons w Belgii.
Jej wspomnienie liturgiczne obchodzone jest w dzienną pamiątkę śmierci. W Mons uroczysta procesja z relikwiami odbywa się 12 sierpnia.